# Fàtima al-Fihriyya
Fàtima al-Fihriyya (àrab: فاطمة الفهرية, Fāṭima al-Fihriyya) o Fàtima bint Muhàmmad al-Fihrí (àrab: فاطمة بنت محمد الفهري, Fāṭima bint Muḥammad al-Fihrī) (? - 880) va ser una rica hereva de Kairuan que va dedicar tota la seva vida a la construcció i sosteniment de la universitat més antiga del món, al-Karaouine, situada a la ciutat de Fes, al Marroc.
En aquell moment històric, la ciutat de Fes (avui és la quarta ciutat del Marroc) era un gran centre cultural, de comerç, i exercia un paper molt important de difusió i estudi de la religió i la cultura musulmanes. Encara avui dia, Fes és considerada centre cultural i arquitectònic, en el qual destaca l'edifici d'Al-Karaouine com a atractiu turístic. En aquest context, es considera que Fàtima va encertar en la seva estratègia de fer realitat el seu desig de construir una universitat: ho va fer dins del complex de la mesquita que també porta el mateix nom. Aquest encert, juntament amb la seva convicció i tenacitat, no sols li va facilitar la creació de la universitat, sinó que també va proporcionar una afluència més gran d'estudiosos i investigadors, ja que en aquells temps les mesquites eren els centres culturals més influents del món musulmà. La universitat va arribar a ser considerada un dels centres espirituals i educatius més importants del món musulmà, i va produir grans pensadors sobre jurisprudència islàmica. Al mateix temps, va contribuir a impulsar les relacions culturals i acadèmiques entre el món islàmic i Europa.
Avui en dia, Fàtima al-Fihriyya és molt respectada i considerada per les dones marroquines. Ella pregonava que l'Alcorà inspira tant homes com dones en la cerca del coneixement, i el seu propi exemple és una contribució a la visibilitat del paper de les dones musulmanes en la civilització i en l'estima del coneixement. Ella va demostrar que, fins i tot en aquells primers temps, les dones musulmanes eren tan emprenedores i perseverants com ho són en l'actualitat moltes dones marroquines. La universitat que ella va fundar està reconeguda en el Llibre Guinness dels rècords com la institució d'educació superior més antiga del món en funcionament.